# Sanssat
Sanssat – miejscowość i gmina we Francji, w regionie Owernia-Rodan-Alpy, w departamencie Allier.

## Demografia
Według danych na rok 1999 gminę zamieszkiwało 277 osób, a gęstość zaludnienia wynosiła 32 osoby/km². W styczniu 2015 r. Sanssat zamieszkiwały 262 osoby, przy gęstości zaludnienia wynoszącej 31 osób/km².